# Школа и производство
«Шко́ла и произво́дство» (в 1957-60 — «Политехническое обучение») — российский научно-методический журнал. Издательство: ООО «Школьная пресса» (улица Гончарова, д. 17А, корп. 1). Периодичность: 8 номеров в год. Издается с 1957 года.
ISSN 0037-4024
Подписной индекс: 71089 по каталогу «Газеты. Журналы» агентства «Роспечать»
Раздел рубрикатора ГРНТИ: 14.00.00 Народное образование. Педагогика
Входит в перечень рецензируемых научных журналов, в которых должны быть опубликованы основные научные результаты диссертаций на соискание учёных степеней кандидата и доктора наук. Утверждён решением Президиума Высшей аттестационной комиссией России в сентябре 2010 года.
Главный редактор: Пичугина, Галина Васильевна, доктор педагогических наук, заведующая лабораторией методики технологического образования Учреждения РАО Институт содержания и методов обучения
Редакторы отделов: Есакова Татьяна Ивановна; Балицер Ольга Владимировна

## Редакционная коллегия[2]
Белонин Игорь Васильевич, почетный работник общего образования
Гервер Владимир Александрович, доктор педагогических наук, профессор Московского государственного педагогического университета
Дубровская Людмила Ильинична, заслуженный учитель Российской Федерации, зав. лабораторией обучения технологии МИОО
Казакевич Владимир Михайлович, доктор педагогических наук, профессор, зав. отделом ИСМО РАО
Карачев Александр Анатольевич, кандидат технических наук, профессор.
Кожина Ольга Алексеевна, кандидат педагогических наук, доцент, зав. лабораторией средств обучения для технологического образования ИСМО РАО
Кучерявенко Виктор Федорович, заслуженный учитель Российской Федерации, учитель технологии
Лазарева Тамара Федоровна, заслуженный учитель Российской Федерации, доцент Московского социального университета
Лихолат Тамара Васильевна, доктор биологических наук, профессор Московского государственного гуманитарного университета им. М. А. Шолохова
Махмутова Халида Исмаиловна, заслуженный учитель Российской Федерации
Рыкова Елена Анатольевна, доктор педагогических наук, профессор, зав. лабораторией Федерального института развития образования
Сасова Ирина Абрамовна, доктор педагогических наук, профессор, член.- корр. РАО, главный научный сотрудник ИСМО РАО
Серебренников Лев Николаевич, доктор педагогических наук, профессор Ярославского госпедуниверситета им. К. Д. Ушинского
Скворцов Константин Алексеевич, доктор педагогических наук, профессор Московского государственного педагогического университета
Хворостов Александр Семенович, доктор педагогических наук, профессор Орловского госуниверситета
Хотунцев Юрий Леонтьевич, доктор физико-математических наук, профессор Московского государственного педагогического университета

## ДанныеБСЭ
Ежемесячный научно-методический журнал Министерства просвещения СССР. Тираж (1978) 134,5 тыс. экз.